# あほすたさん
あほすたさん（3月25日 - ）は、日本の女性漫画家、イラストレーター、グラビアアイドル。東京都在住。
青年向け漫画誌、成人向け漫画誌にてエッセイ漫画、成人向け漫画、育児コミック等を発表している。

## 作風
出版社やテレビ出演等での紹介文は「人生切り売り作家」「秋田書店の暴れ馬」「三和出版の暴力装置」「スーパーフリーダムエッセイ漫画家」などと評されている。

「ネームを一切描かず、下描き無し・一発清書の完成原稿を〆切当日に納品している」と公表している。

決められたテーマが無く、その時描きたい漫画を描く自由な作風。

## 経歴
2015年、フジテレビコンテスト番組『いらこん』で優勝し、デザイナーから転職。同年フジテレビアニメ番組ノイタミナ『すべてがFになる』（森博嗣原作）への作品提供でイラストレーターとしてデビューする。
2016年、三和出版コミックマショウにて『マショウのあほすたさん』の連載を開始し、漫画家デビューした。
2017年、コアマガジンコミックメガストアαにて2年間、連載漫画家兼キャンペーンガールを務める。任期中、自身を再現したオナホールが発売される。
2021年、漫画連載中の秋田書店ヤングチャンピオン烈本誌企画により、グラビアアイドルとして異例なデビューを飾る。
同月三和出版コミックマショウ本誌にも前例の無い漫画家本人による巻頭カラーグラビアが掲載。
同年発売された単行本『秋田書店のあほすたさん』（1巻）、『マショウのあほすたさん3トロワ』（3巻）には本人のグラビア写真集が収録されている。
2023年、竹書房近代麻雀にて麻雀エッセイ漫画『近麻のあほすたさん』連載開始。日本プロ麻雀連盟所属の吉田光太プロが師匠となる。兄弟子は日本プロ麻雀協会所属の仲林圭プロ。毎回2人が漫画に登場している。
その他、テレビ番組、トークショー等に多数顔出し出演している。
・アダルトグッズメーカーと出版社のコラボ企画「漫画家が自分をオナホにしてみました」という衝撃的なオナホール
・自身の母乳を再現した母乳ローション
・高級医療用シリコンメーカーとコラボ開発した乳房再現枕
・出版社公式漫画家実写抱き枕
・女性向け媚薬クリーム等の様々なセルフプロデュースグッズが各メーカーより多数発売され、「AV女優の肉体に作画する漫画家役」でのAV出演をするなど、漫画家としては非常に珍しい発表形態で活動中。

## 作品

### 連載中・単行本一覧
- マショウのあほすたさん（三和出版『月刊コミックマショウ』2016年12月 - 月刊連載中・既刊3巻）[18]

※続刊タイトルが異なり、2巻「マショウのあほすたさんＷ（ウイング）」3巻「マショウのあほすたさん3トロワ」表記。
- コアマガのあほすたさん（コアマガジン『隔月刊コミックメガストアα』『月刊コミックホットミルク』2017年10月 - 月刊連載中・既刊15巻（電子書籍）
- GOTのあほすたさん（GOT『月刊コミックマグナム』2018年12月 - 不定期連載（電子単話）
- 秋田書店のあほすたさん（秋田書店『月刊ヤングチャンピオン烈』2019年7月 - 月刊連載中・既刊1巻）[21]

※ヤンチャンWebにて1ヶ月後追っかけ連載中
- ペンクラのあほすたさん（辰巳出版『月刊COMICペンギンクラブ』2023年1月 - 不定期連載）[23]
- ゆさぶる！ココロちゃん（辰巳出版『月刊COMICペンギンクラブ』2023年2月 - 不定期連載）[24]
- 近麻のあほすたさん（竹書房『月刊近代麻雀』2023年5月 - 月刊連載中）[25]
- あほすたさんのふつうじゃない日常（三和出版『月刊コミックマショウ』2016年12月 - 月刊連載後不定期連載・既刊１巻）[26]

※「マショウのあほすたさん」４巻相当。新タイトルでリニューアル刊行。

### 成人向け作品
- 結花さんと僕。（リイド社『月刊コミッククリベロン』2017年2月 - 単話）[27]
- 連続絶頂してみた話。（辰巳出版『月刊COMICペンギンクラブ』2023年3月 - 単話）[28]
- SODのあほすたさん（ソフト・オン・デマンドSODクリエイト株式会社SOD未来事業部）[29]

※SOD×Art イラストNFTプロジェクト

### 同人作品
- ギャルフJKちゃん（2017年8月）[31]
- お肉ちゃん先生（2017年12月）[32]
- あほすたさんのえっちな本（2021年12月）[33]

## アシスタント先
- ジョン・K・ペー太
- 奥森ボウイ